# Helen Plummer Phillips
Helen Plummer Phillips (19 de noviembre de 1850–1929) educadora, misionera, filántropa, fue la primera misionera enviada desde Australia por la recién formada Church Missionary Association NSW (ahora CMS Australia) en 1892. Fue la primera tutora de mujeres estudiantes en la Universidad de Sídney y formó la Women's Society (Sociedad de Mujeres) de la Universidad de Sídney en 1891.  Fue la iniciadora del Movimiento Settlement en Australia, asesorando a las mujeres estudiantes hasta que se construyó el Women's College y llegó la primera directora. Phillips fue directora de St. Catherine's School, Waverley NSW, defensora de la educación completa de las mujeres y benefactora de St Luke's Anglican Community Church, Medlow Bath, NSW.

## Biografía
Helen Phillips nació el 19 de noviembre de 1850 en una familia relativamente acomodada en Shaugh Prior, Devon, Inglaterra y creció en Lee Moor House. Fue bautizada en la capilla metodista wesleyana Ebenezer del circuito de Plymouth en 1850 por James Mowat. Su padre era William Phillips y su madre Mary Ann Phillips (de soltera James). Su padre era dueño de Lee Moor Porcelain Clay Company y los derechos para usar las obras de Morley Clay en sociedad con su hijo, John (el hermano mayor de Helen). William murió en 1861 cuando Helen tenía diez años, y la ocupación tanto de su madre Mary como de su hermano mayor John figuraba en el censo de ese año como "Comerciante de arcilla y fabricante de ladrillos de China que emplea a 89 hombres". John Phillips tuvo que vender la empresa y los arrendamientos mineros después de la muerte de su padre, pero luego estableció la cerámica Aller Vale.
Phillips se graduó de Bedford College, Londres y se convirtió en maestra, asistente principal en Sheffield Girls' High, Inglaterra. Su hermano menor, Richard Henry Phillips, emigró a Australia en 1884 y se convirtió en rector de la parroquia anglicana de Taree NSW, luego canónigo de la catedral de la iglesia de Cristo, Newcastle. Helen fue invitada a ser directora de St. Catherine's School, Waverley por el obispo Alfred Barry, tercer obispo de Sídney, por lo que también navegó a Australia más tarde en 1884.

### Educadora

#### Escuela de Santa Catalina, Waverley

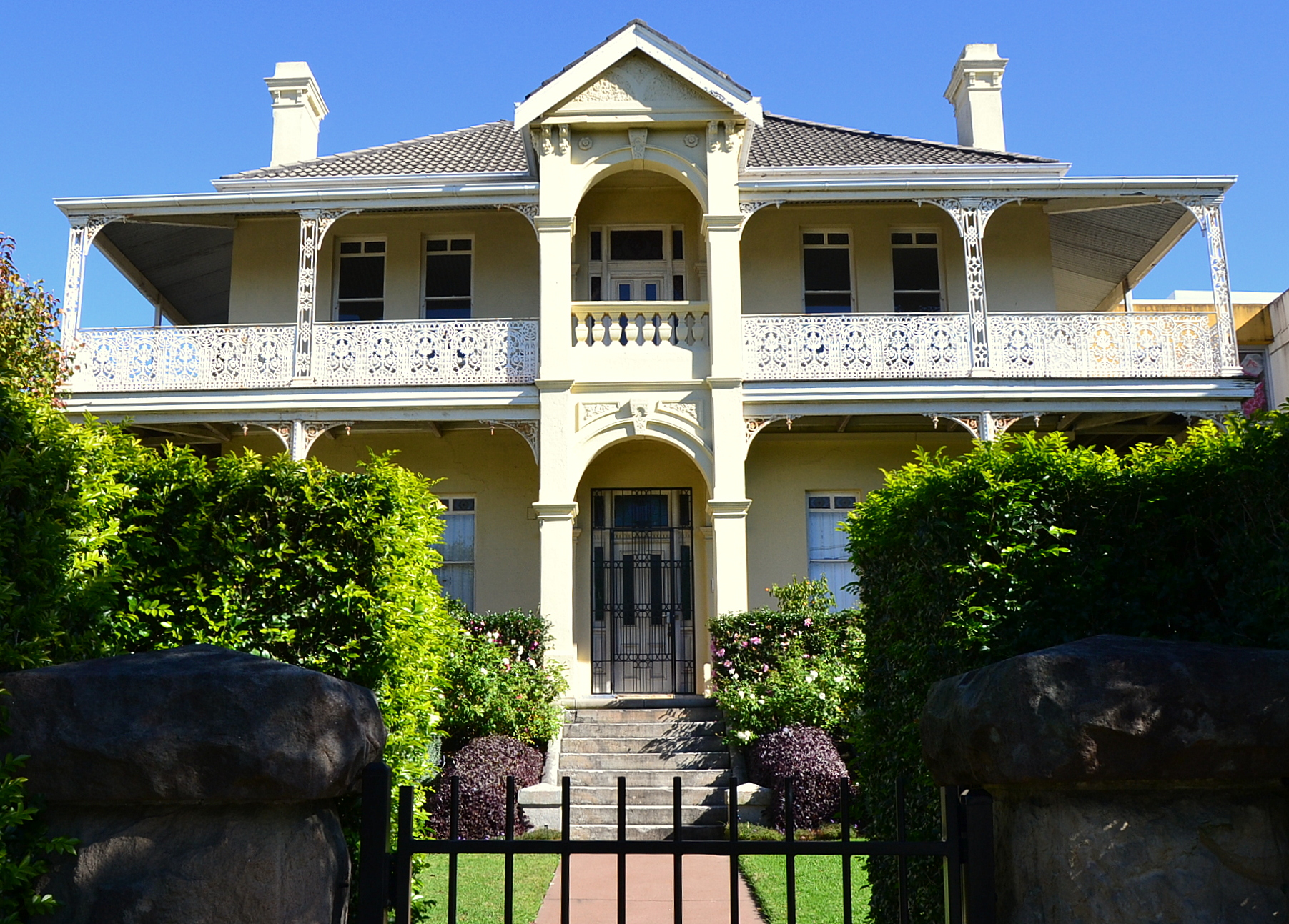
Escuela de Santa Catalina, Waverley

De septiembre de 1884 hasta 1890, fue directora de St. Catherine's School, Waverley. La escuela era inicialmente para las hijas del clero, pero se amplió para admitir a otras niñas como alumnas. Una archivista posterior de la escuela describe a Phillips como: "Cariñosamente conocida como 'Phill', era una directora inspiradora que estaba muy adelantada a su tiempo".
Era conocida como una firme defensora de la educación de las mujeres, una directora progresista que amplió el plan de estudios, alentando a las estudiantes a que hicieran los exámenes de ingreso a la universidad y al servicio público. En 1884 donó un estudio de arte, "The Studio", a la escuela para que la futura artista Eirene Mort hiciera buen uso del mismo cuando asistió a St Catherine's de 1889 a 1897. El estudio es ahora el museo de la escuela. Más tarde, en 1914, Phillips le pidió a Mort que ilustrara sus memorias. Ella propuso el lema de la escuela In Christo Thesauri Sapientiae en ScientiaI, "En Cristo están escondidos todos los tesoros de la sabiduría y el conocimiento". Fomentó el interés de sus alumnos por las artes incluyendo entre las materias la música (Phillips tocaba el piano), profesores de dibujo e idiomas, así como profesores de ciencias como Fanny Hunt, la primera mujer en graduarse en Ciencias de la Universidad de Sídney en 1888. En 1890, Phillips escribió a un periódico solicitando un recital vespertino del concierto de Halle-Neruda en lugar de los concurridos conciertos nocturnos para poder llevar a más estudiantes.

#### Universidad de Sídney
En julio de 1890, escribió una carta al editor del Sydney Morning Herald en respuesta a un artículo escrito por un hombre que decía que las mujeres no habían logrado nada importante, especialmente en poesía, teatro y música. En su carta, mencionaba que Phillipa Fawcett había obtenido las calificaciones más altas en matemáticas en la Universidad de Cambridge después de obtener una beca para el Newnham College. Phillips apoyó el establecimiento del Colegio de Mujeres propuesto en la Universidad de Sídney para apoyar de manera similar la educación de las mujeres y escribió tanto a The Sydney Morning Herald como a The Bulletin.
La historia del Women's College establece que, en términos general, el Sydney Morning Herald apoyó el Women's College propuesto e informó favorablemente sobre el progreso de la recaudación de fondos para él, mientras que The Bulletin se burlaba de la necesidad de un Women's College.
En 1890, dos profesores universitarios la visitaron y le pidieron que se convirtiera en la primera tutora de mujeres estudiantes en la Universidad de Sídney. Hizo una breve visita de unos meses en 1891 a Inglaterra para visitar a familiares y viejos amigos en las universidades de Oxford y Cambridge, incluida "Katie" (Catherine Sharpe Parker), que había sido compañera de estudios en Bedford College, y Phillippa Fawcett. Con los Gaskell, Phillips se sentó en la mesa principal de Newnham College y preguntó cómo el colegio apoyaba a las mujeres estudiantes en la universidad. También visitó a otro hermano menor, William Inchbold Phillips, sacerdote a cargo del St John's College Mission (Iglesia Lady Margaret) Walworth, donde aprendió más sobre el trabajo de la misión. La misión involucró a estudiantes universitarios en obras de caridad y en la educación de las personas más pobres de la zona en la tradición del movimiento settlement.

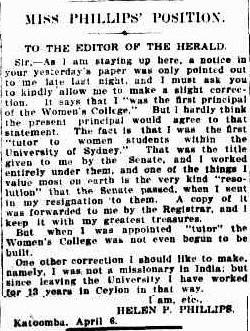
Carta de Helen Phillip al Sydney Morning Herald, 1911

De 1891 a 1892, se convirtió en la primera tutora de mujeres estudiantes de la Universidad de Sídney. Al aceptar la oferta de este puesto, renunció como directora de St. Catherine y pospuso su intención de viajar al norte de la India para ayudar a una amiga misionera, Elizabeth Clay. En la mayoría de las fuentes universitarias oficiales, aparece como "Tutora de las estudiantes femeninas: Helen P. Phillips (Bedford College)" en la Facultad de Medicina, mientras que en algunas otras fuentes se la describe como la primera directora interina del Women's College, Universidad de Sídney pero no fue la primera directora que fue Louisa Macdonald. La propia Phillips corrigió eso en una carta al Sydney Morning Herald en 1911. La declaración de deberes que la universidad le dio a Phillips decía que ella sería "tutora y amiga" de las estudiantes. Mientras era tutora en la universidad, Phillips instigó la formación de su Sociedad de Mujeres que ayudó a las personas desfavorecidas en Sídney, visitó pacientes en hospitales y estableció escuelas nocturnas, centrándose particularmente en una escuela nocturna para niñas en Millers Point, North Sídney. Lady Jersey, la esposa del gobernador, la apoyó en la creación de la sociedad y los presidentes y vicepresidentes de su comité fueron otras mujeres de estatus en Sídney como Lady Manning (esposa del Canciller) y la Sra. CB Fairfax. Phillips fue sucedido como tutor por Jane Foss Russell (más tarde Barff) en 1892.

### Educadora y misionera

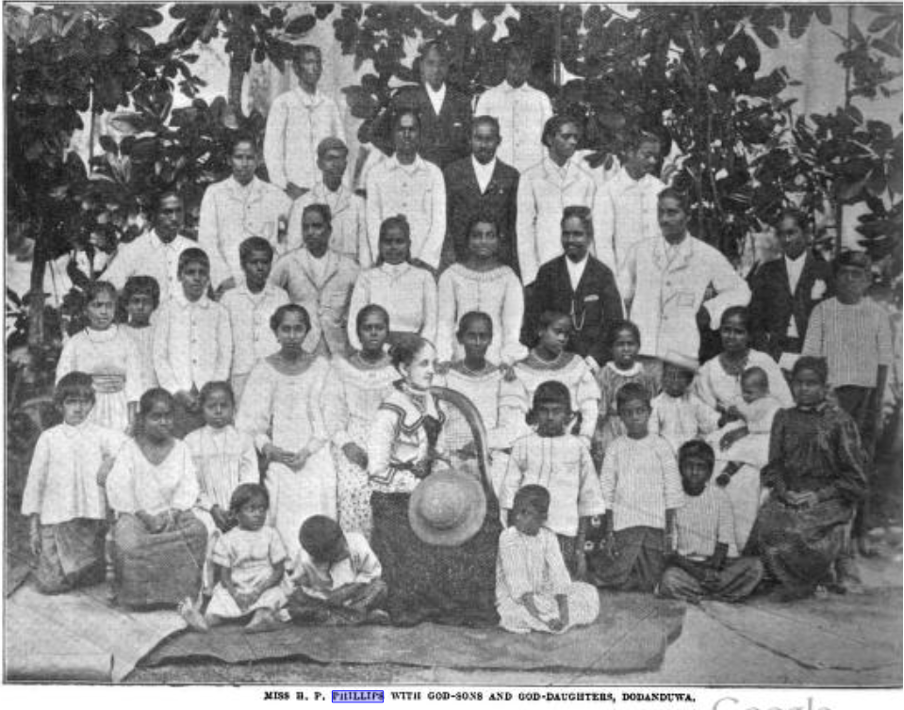
Helen Phillips y sus alumnos en Dondanduwa

De 1892 a 1905, Phillips pasó 13 años en Ceilán (ahora Sri Lanka) como misionera, donde fundó Escuelas industriales para niños y niñas y estableció la Escuela de formación vernácula para maestras cingalesas en Colombo después de regresar de su segunda licencia en 1904. Phillips usó principalmente sus propios fondos para pagar su viaje y la obra misional. En 1897 y 1900 se la describió como una misionera "honoraria" que compró el terreno para el primer complejo de la misión en Dodanduwa y luego entregó los títulos de propiedad a la Sociedad Misionera de la Iglesia. El gobierno de Ceilán, bajo el dominio británico, también pagaba a las escuelas una subvención por cada estudiante que aprobaba sus exámenes. Mientras tanto, en Australia, se recolectaron juguetes, artículos útiles y fondos en las iglesias anglicanas para enviarlos a la "Estación Misionera de la Srta. Helen Phillips en Ceilán".
David Weerasooriya, Christian "Jefe" o "Aratchi" del distrito y pueblo budista de Dodanduwa y padre de Arnolis Weerasooriya, le prestó su casa durante tres años hasta que pudo construir una propia y el complejo de la misión. escuela. En la edición de 1903 de The Church Missionary Gleaner y en sus memorias, Phillips describía a los niños y niñas de las escuelas de Dodanduwa como sus ahijados y ahijadas. Las materias que se enseñaban en las escuelas, como tallado en madera, encuadernación, imprenta, encajes y sastrería, estaban destinadas a ayudar a los niños a obtener empleo y aprobar los exámenes gubernamentales de enseñanza o comercio para que pudieran ganarse la vida o convertirse en maestros en las escuelas de la misión. Phillips aprendió el idioma cingalés y la elaboración de encajes para poder ser la maestra de las niñas y enseñó a los niños a tallar madera hasta que pudo formar a los maestros locales para que se hicieran cargo. El encaje de una niña ganó una medalla de plata en la Exposición de París de 1900. Phillips dijo que tuvo que trabajar duro para persuadir a las familias de que permitieran que sus hijas siguieran estudiando en lugar de casarse a una edad temprana o quedarse en casa. En sus memorias, Phillips describe la boda de Dorcas, quien vivió con ella cuando era niña para poder seguir asistiendo a la escuela.

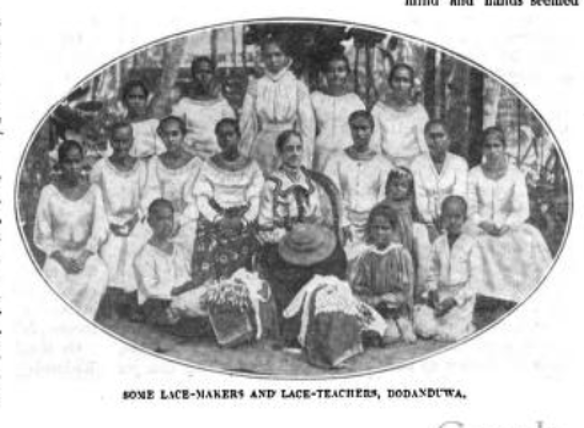
Helen Phillips, profesoras y alumnas de encaje

Phillips regresó de permiso a Australia en 1898 después de pasar seis meses en Londres en 1897, dando conferencias en la Universidad de Cambridge y en otros lugares. El obispo de Londres, Bethnall Green, presidió un discurso que pronunció en la iglesia de St Philips. Al regresar a Australia en 1898 para la siguiente etapa de sus charlas misioneras, se dirigió a la Asociación Misionera de la Iglesia en Sídney sobre su trabajo en Ceilán, visitó a su hermano en Taree, dando dos charlas misioneras allí, y exhibió el encaje en Melbourne. En 1904, en su segundo permiso, se quedó nuevamente en Taree así como en Sídney y habló en las ciudades de Goulburn y Wagga Wagga. En Sídney, se dirigió al público por el 79.º aniversario de la Sociedad Misionera de la Iglesia de Nueva Gales del Sur, presidida por el arzobispo de Sídney con el obispo William Ridley hablando en la misma plataforma.
Phillips se retiró de las misiones en 1905 por problemas de salud y regresó a Inglaterra y luego a Australia. En 1911, las alumnas de la escuela St. Catherine organizaron una fiesta de té de bienvenida para ella en el Queen Victoria Club.

### Benefactora de la iglesia anglicana y jubilación
En 1885, Phillips había comprado un terreno en Blackheath, en las Montañas Azules de Nueva Gales del Sur, donde construyó una casa de vacaciones que mantuvo hasta 1893. Después de retirarse, compró otra casa en 1913 en Blackheath, pero mantuvo sus conexiones con Ceilán. Ese mismo año volvió a visitar Ceilán y luego escribió unas memorias sobre su tiempo allí a su regreso a Blackheath en 1914. Hizo que su exalumna, Eirene Mort, ilustrara el libro, lo imprimieran los chicos del taller de impresión de Dodanduwa y lo dedicó a las colegialas australianas. El libro se pensó primero como un libro de texto para niñas que quisieran convertirse en misioneras.
En 1919 hubo una exhibición de productos de la misión CMS en la sala capitular de la catedral de St Andrews, Sídney. Phillips atendió el puesto de Ceilán mostrando las artesanías de sus antiguas escuelas en Dodanduwa
Asistió a la iglesia anglicana de St Luke en Medlow Bath, cerca de Blackheath, y se convirtió en una importante benefactora. Aunque anglicana, también era conocida como una iglesia ecuménica y comunitaria. La pequeña iglesia de tablones de madera, ahora de propiedad privada, todavía tiene sus vidrieras donadas, la del sur donada por Phillips. El lema en la cinta alrededor de la corona dice: "La cruz que Jesús llevó. La llevó por ti. La corona que lleva Jesús, la lleva por vosotros" y la dedicatoria debajo dice "Una ofrenda de agradecimiento de HPP 1913". También donó una pila bautismal y dispuso que los "muchachos de la Escuela Industrial CMS, Dodanduwa" fabricaran otros muebles para la iglesia; un atril de madera de teca tallada, un escritorio de oración, rieles de comunión de teca tallada y un escritorio de letanía. Los muebles fueron donados a feligreses y otras iglesias tras el cierre de St Luke's. Durante la Primera Guerra Mundial en Blackheath, estableció el Destacamento de Ayuda Voluntaria de Blackheath.

## Muerte y legado
Helen Phillips murió en Gordon, Sídney NSW el 25 de mayo de 1929, su funeral se celebró en la Iglesia de Inglaterra de St John, Gordon y está enterrada en el cementerio Macquarie Park, Ryde, NSW (entonces Cementerio General de los Suburbios del Norte)
El historiador anglicano Woolston resume el legado de Phillips como sigue: "... con una profunda fe cristiana, fue una líder cuando las mujeres apenas comenzaban a salir de la pobreza educativa".
Su legado fue:
- educación de niñas y mujeres en la Australia del siglo XIX
- entrada de más mujeres estudiantes a la Universidad de Sídney desde la escuela St Catherine y gracias a su apoyo inicial como la primera tutora de mujeres
- establecimiento de la Sociedad de Mujeres de la Universidad de Sídney y su trabajo del movimiento settlement
- formación docente para mujeres cingalesas
- oficios y formación de profesores para niños y niñas de Dodanduwa
- establecimiento de una misión de la CMS en Dodanduwa en Ceilán/Sri Lanka
- Mobiliario y vidriera para la iglesia anglicana de St Luke, Medlow Bath, NSW.